# Radolin (Adelsgeschlecht)

Stammwappen derer von Radolin

Radolin, auch Radolinski oder Radolin-Radolinski, ist ein altes polnisches Adelsgeschlecht, dessen Zweige zum Teil bis heute bestehen.

## Geschichte

### Herkunft
Das Geschlecht derer von Radolin kommt aus dem polnischen Uradel des Stammes Koszucki. Das Genealogische Handbuch des Adels beginnt die ununterbrochene Stammreihe der Familie mit Simon Pierschensky (auch Coschuti), der zwischen 1397 und 1413 urkundlich erscheint.
Durch Heirat des Stanislaus Koszucki genannt Policki, Herr auf Policko, mit Dorothea Maczudka von Radolin, gelangte ein Anteil der Herrschaft Radolin bei Czarnikau in Familienbesitz. Stanislaus Sohn Sedziwoy Koszucki genannt Policki nahm um 1513 den Namen des Besitzes als Familienhauptnamen Radolinski an.

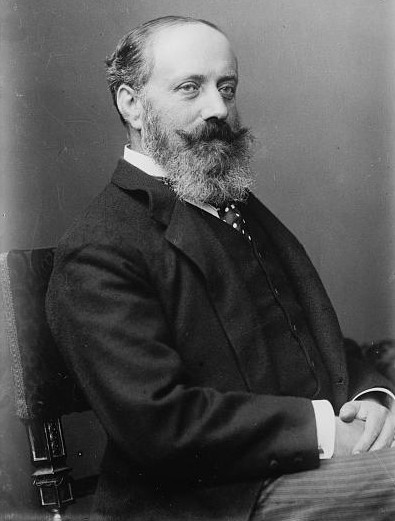
Hugo Fürst von Radolin
(* 1841; † 1917)

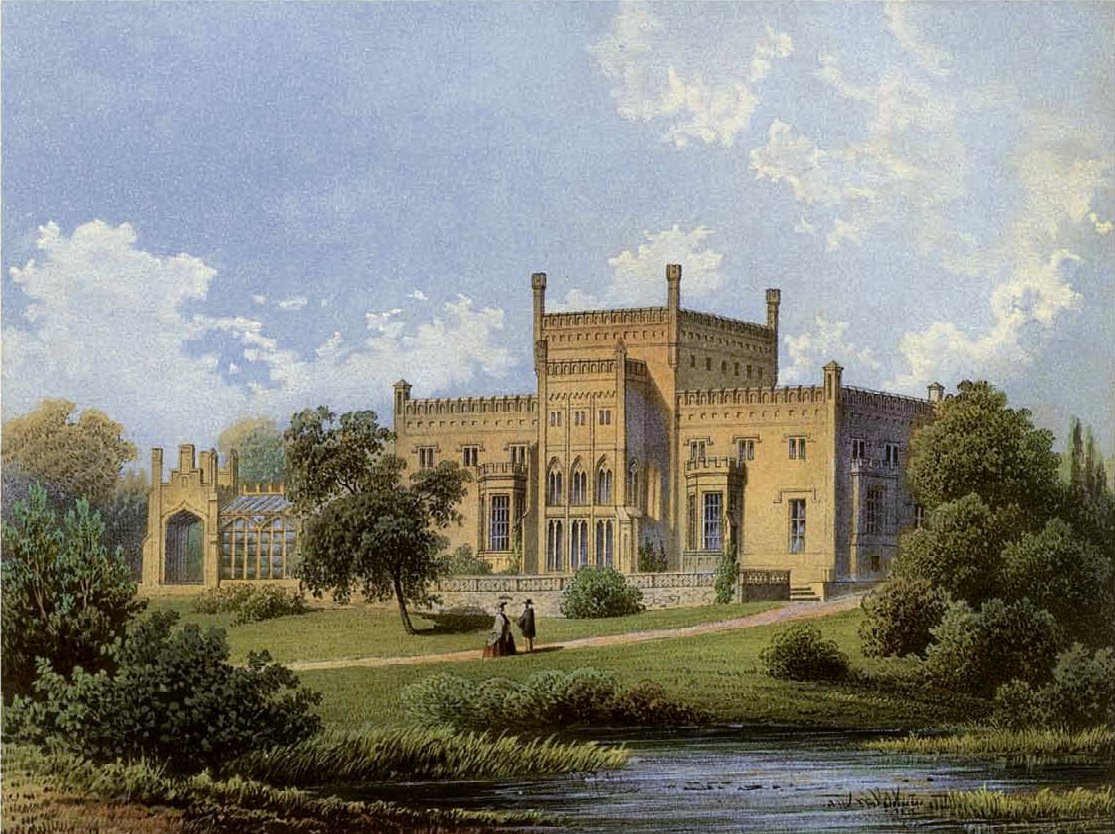
Das Schloss in Jarotschin (um 1860)

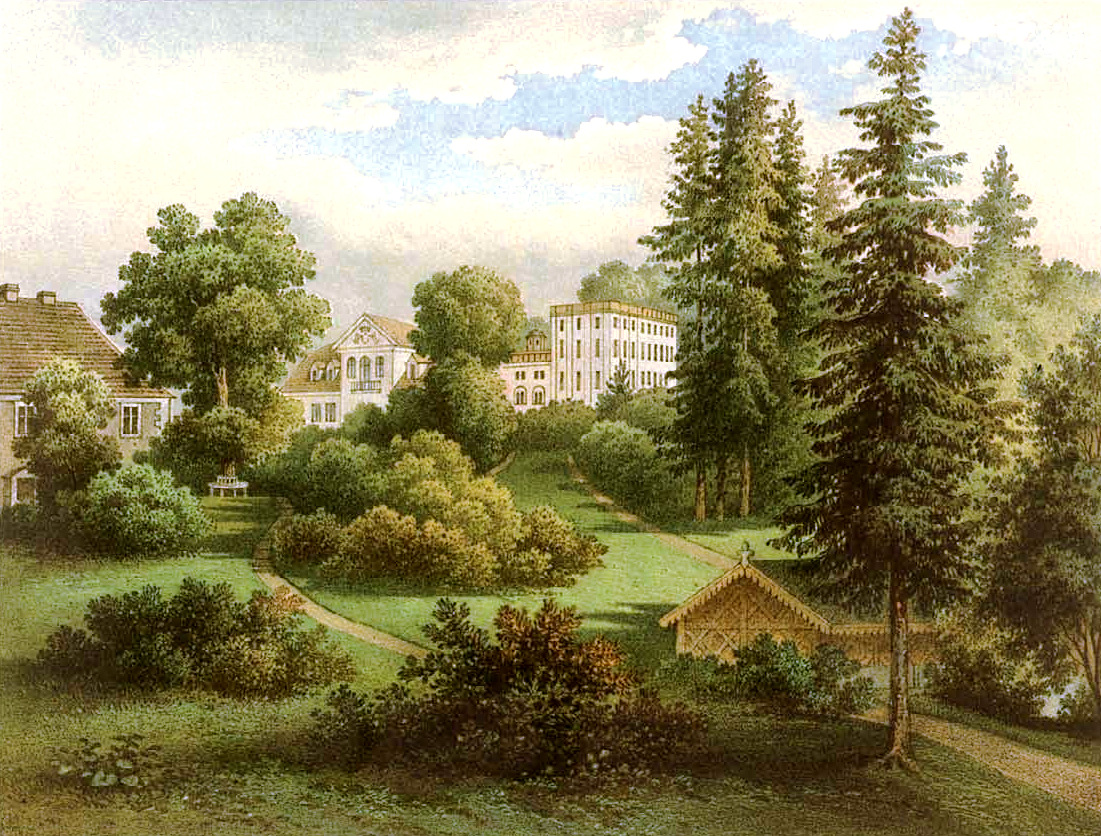
Rittergut Behle (um 1860)

### Ausbreitung und Persönlichkeiten
Nach Zedlitz-Neukirch gehörte auch Peter auf Radolin, der den Beinamen Visch (Wysz) angenommen haben soll, zur Familie. Er wurde Bischof von Krakau und Erzbischof von Posen, Staatskanzler, päpstlicher Nuntius, Gesandter des Königs Jagiello und der katholischen Kirche von Polen auf dem Konzil von Pisa. Er war auch ein enger Vertrauter von Königin Jadwiga, die ihn zum Vollstrecker ihres Testamentes ernannte. Nach der Rückkehr von einer Pilgerreise nach Palästina soll er im Jahre 1414 gestorben sein. Sein Bruder Matthias auf Radolin war demnach erster Woiwode von Inowrazlaw und der Stammvater der späteren Grafen von Radolin-Radolinski. Dessen Tochter Barbara soll die Gemahlin von Zawisza Czarny gewesen sein.
Nach Kneschke war Johann von Radolinski um 1646 Kastellan von Inowrazlaw und dessen Sohn Andreas von Radolinski erscheint 1676 als Kastellan von Kriewen und Herr der Herrschaft Jarotschin. Von seinen Söhnen wurde Albert Landkämmerer von Fraustadt, Andreas Starost von Santor und Stanislaus Cajetan Starost von Rogasen. Die Herrschaft und die Stadt Jarotschin wurden bereits 1660 käuflich erworben.
Der Stamm konnte in mehreren Zweigen dauerhaft fortgesetzt werden. Graf Andreas Radolinski gründete 1759 die Stadt Radolin. 1836 wurde die Familie in den preußischen Grafenstand erhoben. Mitte des 19. Jahrhunderts blühte das gräfliche Haus in drei Linien. Aus der zweiten Linie kam Stanislaus Julius Graf Radolin-Radolinski (* 1806), einziger Sohn von Joseph, Herr der Herrschaft Radenz im ehemaligen Kreis Krotoschin und königlich preußischer Kämmerer. Aus der dritten Linie kam unter anderem Emmerich Ladislaus Graf Radolin-Radolinski (* 1808; † 1879), königlich preußischer Kammerherr, Herr der Herrschaften Jarotschin und Radlin im ehemaligen Kreis Pleschen und Mitglied im preußischen Herrenhaus. Er heiratete 1840 Josephine Gräfin Radolin-Radolinska (* 1809; † 1880).
Ihr gemeinsamer Sohn war Hugo Fürst von Radolin (* 1841; † 1917), einer der bedeutendsten Vertreter der Familie aus neuerer Zeit. Hugo war zunächst als Attaché und Legationsrat im diplomatischen Dienst tätig. Am 20. August 1879 wurde er erbliches Mitglied des preußischen Herrenhauses, 1888 erhielt er von Kaiser Friedrich III. den preußischen Fürstenstand und wurde Obersthofmeister und Oberhoftruchsess von Wilhelm II. Auf Grund seines Fürstenstandes wurde auch der Bahnhof Jarotschin zum Fürstenbahnhof. Hugo heiratete in London in erster Ehe 1863 Lucy Katharina (* 1841; † 1880), Tochter des britischen Oberleutnants Alfred Howard Wakefield, und in zweiter Ehe ab 1892 Johanna Gräfin von Oppersdorff (* 1864; 1947).

### Besitzungen
In den später zum Königreich Preußen gehörenden Teilen von Polen besaß die Familie die Herrschaften Lobsens im Kreis Wirsitz, Radolin, Behle und Hammer im Kreis Czarnikau, Schoken und Siernik im Kreis Wongrowitz, Napachau bei Posen, Jarotschin und Kretkow im Kreis Pleschen, Borzeciczki im Kreis Krotoschin sowie Gola und Dobra bei Lissa.

### Standeserhebungen
Die Vettern Emmerich Wladislaus, auf Jarotschin, Johann Ignaz, auf Behle, und Stanislaus Julius von Radolinski, auf Borzenciczki, wurden am 17. Februar 1836 zu Berlin in den preußischen Grafenstand erhoben.
Hugo Graf Leszcyc von Radolin-Radolinski, Fideikommissherr auf Jarotschin, königlich preußischer Kammerherr, Wirklicher Geheimer Rat, Oberhof- und Hausmarschall und Gesandter zur Disposition, erhielt am 16. April 1888 zu Schloss Charlottenburg den preußischen Fürstenstand als von Radolin mit der Anrede Durchlaucht. Der Titel war in primogenitur und geknüpft an den Besitz des gleichzeitig zur Grafschaft erhobenen Fideikommiss Jartoschin. Die Nachgeborenen führen den Titel Graf bzw. Gräfin von Radolin.

## Wappen

Wappen Fürst von Radolin

### Stammwappen
Das Stammwappen (Wappengemeinschaft Leszczyc) zeigt in Rot ein goldenes Strohdach (polnisch Brog) auf vier silbernen Pfählen. Auf dem bekrönten Helm mit rot-goldenen Helmdecken das Schildbild schrägrechts gestellt vor einem natürlichen Pfauenfederbusch.

### Fürstliches Wappen
Das Wappen des Fürsten von Radolin, verliehen 1888, zeigt das Stammwappen mit Fürstenhut und Fürstenmantel. Als Schildhalter zwei widersehende königlich gekrönte schwarze preußische Adler.

Der Wahlspruch lautet: Coelestium in ira tueor.

### Wappen- und Familiensage
Einer Sage nach leitet die Familie Radolin ihre Herkunft von dem Geschlecht der Leszczyc ab, das zu den zwölf ältesten Stämmen Polens gehört haben soll. Sie wählten aus ihrer Mitte, nach dem Ableben des Regenten Visimir aus dem Geschlecht des Lech, die zwölf Palatine (lat. für Woiwode), die von 700 bis 710 das Land regiert haben sollen. Das Wappen, sie führen im roten Schild ein auf vier silbernen Pfählen ruhendes und spitz zulaufendes goldenes Strohdach, soll auf folgende Überlieferung zurückgehen. Als sich Lech von seinen Brüdern Mech und Czech trennte und ein Teil des Polenreiches erobert hatte, soll er an der Stelle, wo er den Horst eines Adlers erblickte, eine Stadt aus Holz erbaut haben, um seinen Anhängern für den kommenden Winter ein Obdach zu sichern. Da er aber vor seinen Untertanen nichts voraus haben wollte, begnügte er sich mit einem einfachen Strohdach für sich und seine Habe, das gleich den seiner Untergebenen nur auf vier Pfählen ruhte. Zum Andenken an diesen bescheidenen Sinn Lechs, behielten seine Nachkommen das auf vier Pfählen ruhende Strohdach als Sinnbild des Geschlechts bei.

## Namensträger
- Hugo von Radolin (1841–1917), deutscher Fideikommissherr, Diplomat und hochrangiger Hofbeamter